# 중산루

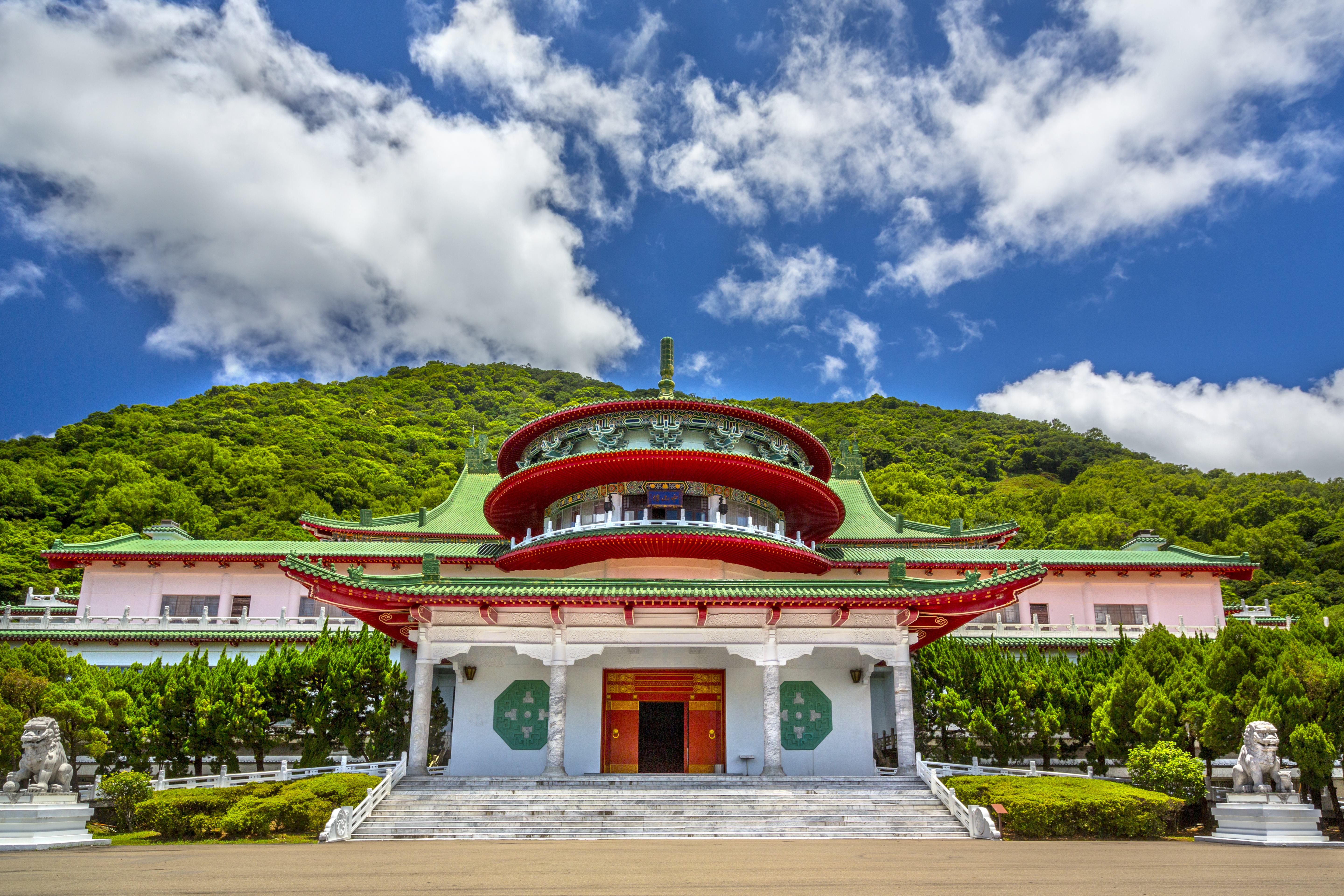
중산루

중산루(중국어: 中山樓, 병음: Zhōngshān Lóu, 영어: Chung-Shan Building)은 쑨원 기념관 단지의 일부이다. 1966년에 완공된 이 건물은 중화민국 타이베이시의 양밍산 국립공원에 위치해 있다. 이 건물은 100신 대만 달러 지폐 뒷면에 위치해 있다. 이 건물은 2005년 국회가 폐지될 때까지 국회의사당으로 사용되었으며 일반 대중의 출입이 금지되었으며, 현재는 중화민국의 총통의 국빈 방문 및 회의를 위한 행사를 주최하는 장소로 사용되고 있다.

## 같이 보기
- 중산당
- 난징인민대회당
- 인민대회당